# Hanna K. Korany
Hanna Kasbani Kourani (1870-1898) également connue en tant que Hanna Kurani, est une écrivaine syrienne. De 1893 à 1895, elle effectue une tournée aux États-Unis, et décrit la vie des femmes dans son pays.

## Biographie
Hanna K. Korany naît en 1870 à Kfarchima dans la région du mont Liban. Elle fait ses études dans une école missionnaire presbytérienne pour filles à Beyrouth.
En 1891, elle publie un livre en arabe, Mœurs et habitudes. Elle écrit également un roman en arabe et est quelque peu prématurément étiquetée comme « la George Eliot de Syrie », par un journal américain.
En 1893, elle est invitée à Chicago, par Bertha Palmer, à représenter la Syrie, au Congrès mondial des femmes représentatives, un événement associé à l'Exposition universelle de 1893.
À l'exposition, elle tient également un stand de broderies et travaux manuels de femmes syriennes, fait un reportage sur l'Exposition universelle pour Al Fatat (en), un magazine féminin basé en Égypte et écrit un essai, The Glory of Womanhood, pour la publication du Congrès des femmes.
Après avoir terminé ses activités à Chicago, elle fait une tournée de conférences aux États-Unis. 
En 1894, elle assiste à la convention annuelle de l'association nationale pour le suffrage des femmes américaines à Washington et prend la parole lors d'un dîner de société sur le même programme avec Elizabeth Cady Stanton, Susan B. Anthony, Lillie Devereux Blake et May Wright Sewall. 
En 1896, elle créé un club de femmes à Beyrouth.

## Vie personnelle
Elle épouse Amin Effendi Korany en 1887. Hanna Korany décède en 1898, à l'âge de 27 ans, à Kfarchima, son village de naissance.

## Source de la traduction
- (en) Cet article est partiellement ou en totalité issu de l’article de Wikipédia en anglais intitulé « Hanna K. Korany » (voir la liste des auteurs).